# 현대극장 (1941년)
현대극장(現代劇場)은 일제강점기 말기의 연극 단체이다.

## 개요
중일 전쟁 이후 전쟁을 선전하기 위해 설립된 연극계의 대표적인 친일 단체이다. 1941년 3월 16일에 부민관에서 '국민연극' 이론 수립과 실천을 표방하며 조직되었다. 공연을 위주로 활동하면서 국민연극연구소를 부설하여 교육 기능을 담당하도록 했다.
현대극장 설립은 유치진과 함세덕이 주도하였다. 당시 연극계는 신극 계열과 신파극 계열로 양분되어 있었는데, 현대극장에는 1930년대의 극예술연구회 회원을 중심으로 토월회 출신 등 주로 신극 계열의 연극인들이 참여하였다.
태평양 전쟁이 종전될 때까지 약 4년 동안 총 18회의 공연을 올렸다. 마지막 공연작인 《산비둘기》 공연 중에 전쟁이 종전되었다.
조선총독부 연극 담당 사무관이 창립에 직접 관여하였으며, 대표는 유치진이 맡았다. 유치진은 후에 "일제의 강요에 못 이겨 현대극장을 주재"하였다고 회고한 바 있으나, 국민연극 활동에 적극적이었던 이 시기의 행적으로 미루어 신빙성이 적다는 의견도 있다.

## 작품 목록
| 연도   | 회수                         | 제목             | 극작가        | 연출자 |
| ------ | ---------------------------- | ---------------- | ------------- | ------ |
| 1941년 | 제1회 공연작                 | 흑룡강           | 유치진        | 주영섭 |
| 1941년 | 제2회 공연작                 | 흑경정           | 함세덕        | 유치진 |
| 1942년 | 제3회 공연작                 | 북진대           | 유치진        | 주영섭 |
| 1942년 | 제1회 국민극 경연대회 출품작 | 대추나무         | 유치진        | 서항석 |
| 1943년 | 제4회 공연작                 | 에밀레종         | 함세덕        | 서항석 |
| 1943년 | 제5회 공연작                 | 봄밤에 온 사나이 | 이서향        | 유치진 |
| 1943년 | 제6회 공연작                 | 남풍             | 함세덕        |        |
| 1943년 | 제7회 공연작                 | 로나부인행장기   | 김승구        |        |
| 1943년 | 제8회 공연작                 | 춘성부부         |               |        |
| 1943년 | 제2회 국민극 경연대회 출품작 | 황해             | 함세덕        | 유치진 |
| 1943년 | 제9회 공연작                 | 어머니와 아들    | 함세덕 (번안) |        |
| 1944년 | 제10회 공연작                | 무장선 셔먼호    | 조천석        | 유치진 |
| 1944년 | 제11회 공연작                | 청춘             | 함세덕        | 유치진 |
| 1944년 | 제12회 공연작                | 낙화암           | 함세덕        | 안영일 |
| 1944년 | 제13회 공연작                | 봉선화           | 함세덕        | 안영일 |
| 1944년 | 제14회 공연작                | 뇌명             | 진우촌        |        |
| 1945년 | 제15회 공연작                | 백야             | 함세덕        |        |
| 1945년 | 제16회 공연작                | 청춘의 윤리      | 이광래 (각색) |        |
| 1945년 | 제17회 공연작                | 애정무한         | 박재성        | 유치진 |
| 1945년 | 제18회 공연작                | 산비둘기         | 박재성        | 유치진 |

## 참고 자료
- 친일인명사전편찬위원회 (2004년 12월 27일). 《일제협력단체사전 - 국내 중앙편》. 서울: 민족문제연구소. 721~723쪽. ISBN 8995330724.